# Manoel Rodrigues
Manoel Rodrigues foi uma empresa brasileira que atuava no ramo de transportes, fundada por Manoel Rodrigues em 1939 na cidade de Avaré, estado de São Paulo.
A primeira linha que operou foi entre Avaré e Taquarituba, via Itaí, feita em um veículo Chevrolet 1938. Em 1960, a empresa começou a fazer ligações para a capital paulista.
A empresa atendia mais de 40 municípios, por meio de 27 linhas rodoviárias e suburbanas e desde abril de 2010 pertencia ao Grupo Comporte, conglomerado de transportes liderado pelo empresário Nenê Constantino, que também controla a Gol Linhas Aéreas.
Em fevereiro de 2021, num enxugamento de estrutura, foi incorporada à empresa Princesa do Norte, pertencente ao mesmo grupo, contando com a anuência da ARTESP, que regula os transportes no estado de São Paulo.